# Tripp Schwenk
William Douglas "Tripp" Schwenk, III (Sarasota, 17 de junho de 1971) é um nadador norte-americano, ganhador de uma medalha de ouro em Jogos Olímpicos.
Em Barcelona 1992, ficou em 5º lugar nos 200 metros costas. E em Atlanta 1996, ficou em 5º lugar nos 100 metros costas, ganhou a prata nos 200 metros costas e o ouro no revezamento americano dos 4x100m medley.